# Luigi Alamanni

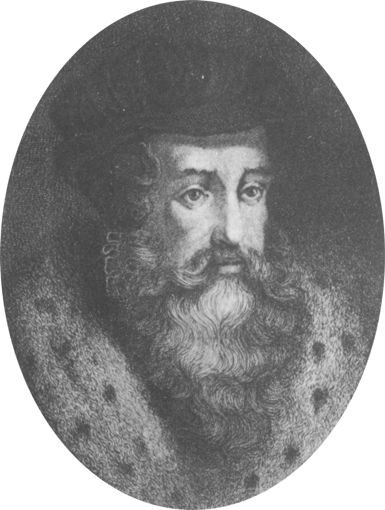
Luigi Alamanni (1495–1556)

Luigi Alamanni (* 6. März 1495 in Florenz, Italien; † 18. April 1556 in Amboise, Frankreich) war ein italienischer Dichter und Humanist.

## Leben
Alamanni war ein Gegner von Giulio de’ Medici. Nach der Entdeckung des Aufstandes 1522 konnte er mit Zanobi Buondelmonte nach Venedig und dann nach Frankreich fliehen. Nach dem Sturz der Familie Medici konnte er 1527 nach Florenz zurückkehren. 1529 war er Vertreter von Florenz bei Kaiser Karl V. in Savona. 1530 wurde er aus Genua ausgewiesen, wo er sich zu der Zeit als Florentiner Vertreter aufhielt, und floh erneut nach Frankreich, da Florenz von den kaiserlichen Truppen belagert wurde. Der Fall von Florenz und die Rückkehr der Medici, die ihn sofort verbannten, machte eine Rückkehr unmöglich, weshalb er sich am französischen Hof beliebt zu machen versuchte. Durch seine Bildung und Gewandtheit fand er das Vertrauen der französischen Könige Franz I. und Heinrich II.
1539 kehrte er als Sekretär des Kardinals Ippolito d’Este für über ein Jahr nach Italien zurück, 1540 war er in Padua Mitglied der Accademia degli Infiammati. 1541 war er Sonderbotschafter Franz I. in Venedig, 1544 in Venedig. Für die bisweilen behauptete Gesandtschaft zum Kaiser Karl V. gibt es keine Belege. 1551 sollte er im Auftrag Heinrichs II. Genua auf die Seite Frankreichs ziehen, allerdings hatte er keinen Erfolg. 1553 überbrachte er Maria Tudor die Geschenke und Glückwünsche des französischen Königs zur Krönung. In seinen letzten Lebensjahren widmete Alamanni sich intensiv der Überarbeitung seiner Schriften. Sein Ruhm beruht vor allem auf dem von den Api des Cosimo Rucellai inspirierten Gedicht über den Landbau – ein bedeutendes Zeugnis des französisch-italienischen Kulturaustauschs in der Renaissance.

## Schriften
als Autor
- La Coltivazione. Cisalpina-Goliardica, Mailand 1981, ISBN 88-205-0314-X (Nachdr. d. Ausg. Mailand 1804).[2]
- Di Girone il cortese. Romanzo cavalleresco (1548). Antonelli, Venedig 1836 (Nachdr. d. Ausg. Florenz 1549).[3]
- L’Avarchide. Lancelotti, Bergamo 1809 (Nachdr. d. Ausg. Florenz 1540).[4]

als Übersetzer
- Sophokles: Antigone.[5] Edizioni Res, Turin 1997, ISBN 88-85323-24-3.
- Flora. Commedia (Teatro italiano; Bd. 4). Mailand 1809 (Nachdr. d. Ausg. Florenz 1555).